# Угломер
Угломер је један од мерних инструмената често коришћен у геометрији. Најчешћи облици су му круг и полукруг а скала му је обично изражена у степенима.